# فيروس أنفي
الفيروس الأنفي (بالإنجليزية: Rhinovirus)‏ هو جنس فيروسات من عائلة الفيروسات البيكورناوية وهو المسبب الرئيسي للزكام (حوالي 49. 12159 % من حالات الزكام تسببها هذه الفيروسات)
الفيروس الأنفي هو أشيع عامل مسبب للخمج الفيروسي لدى البشر، وهو السبب السائد للزكام (نزلة البرد الشائعة). يتكاثر الفيروس الأنفي في درجة حرارة 33–35 درجة مئوية (91–95 فهرنهايت)، وهي درجة الحرارة في الأنف. تنتمي الفيروسات الأنفية إلى جنس الفيروسات المعوية من عائلة الفيروسات البيكورناوية.
تشمل الأنواع الثلاثة للفيروس الأنفي (أ، ب، ج) نحو 160 نمطًا تم التعرف عليها من الفيروس الأنفي البشري تختلف وفقًا لبروتيناتها السطحية (أنماط مصلية). تكون ذات دورة حالّة بطبيعتها وتُعد من أصغر الفيروسات بقطر 30 نانومترًا تقريبًا. بالمقارنة، هناك فيروسات أخرى، مثل الجدري والوقس، أكبر بعشر مرات بقطر 300 نانومتر تقريبًا، بينما يكون قطر فيروسات الإنفلونزا 60–120 نانومترًا تقريبًا.

## نبذة تاريخية
عُزلت سلاسة الفيروس الأنفي البشري 1أ (التي كانت في ذلك الوقت مسؤولة عن 30% على الأقل من أخماج الزكام) لأول مرة في ربيع عام 1954، لكن لم يبلغ الطبيب وينستون برايس عنها حتى عام 1957 (عندما أعلن عن الاستخدام الناجح للقاح ضدها) في جامعة جونز هوبكينز.

## الانتقال والوبائيات
هناك نوعان من الانتقال: عن طريق رذاذ القطيرات التنفسية ومن أدوات العدوى (السطوح الملوثة) بما في ذلك الاتصال المباشر بين شخص وآخر. تنتشر الفيروسات الأنفية في كل أرجاء العالم، وهي السبب الرئيسي للزكام. تشمل الأعراض التهاب الحلق، والسيلان الأنفي، والاحتقان الأنفي، والعطاس، والسعال، وتكون مصحوبة أحيانًا بآلام في العضلات، وإعياء، وتوعك، وصداع، وضعف عضلي، وفقدان الشهية. تكون معظم الموجودات المرضية في الجيوب الأنفية عكوسة مترافقة بعملية فيروسية محددة ذاتيًا نموذجية للزكام الناتج عن الفيروس الأنفي. إن الحمى والإعياء الشديد أكثر شيوعًا في الإنفلونزا. قد يُصاب الأطفال بالزكام 5–12 مرة في السنة. في الولايات المتحدة، يكون معدل حدوث الزكام أعلى في فصلي الخريف والشتاء مع حدوث معظم الأخماج بين شهري سبتمبر وأبريل. قد يعود هذا الحدوث الموسمي إلى بدء العام الدراسي وقضاء الناس المزيد من الوقت داخل المنزل (لذلك يكونون قريبين من بعضهم)، ومن ثم يزداد احتمال انتقال الفيروس. قد تكون درجات حرارة الوسط المحيط المنخفضة، خاصة في الخارج، عاملًا في الإصابة نظرًا إلى كون الفيروسات الأنفية تفضل التكاثر في درجة حرارة 32 مئوية (89 فهرنهايت) مقابل 37 مئوية (98 فهرنهايت)؛ انظر القسم التالي. قد تكون الملوثات المتنوعة، والأعشاب، والتبن، والممارسات الزراعية، عوامل في هذا الحدوث الموسمي، بالإضافة إلى استخدام الضوابط الكيميائية في الحدائق، والحقول، والملاعب الرياضية في المدارس والمجتمعات. يبدو أن التغيرات في درجات الحرارة والرطوبة وأنماط الرياح عوامل أيضًا. من المفترض أيضًا أن المساكن السيئة، والازدحام، والظروف غير الصحية الناتجة عن الفقر هي عوامل تساعد على انتقال الزكام.
الأكثر إصابة بالفيروسات الأنفية هم الرضع، وكبار السن، والأشخاص الذين يعانون نقص المناعة.

## الإمراضية
الطريق الرئيسي لدخول الفيروسات الأنفية البشرية هو السبيل التنفسي العلوي (الفم والأنف). يستخدم النمطان أ وب من الفيروس الأنفي الجزيء اللاصق بين الخلايا 1 «الأساسي»، الذي يُسمى أيضًا عنقود التمايز 54 (CD54) والموجود على سطح الخلايا البطانية التنفسية، كمستقبلات يرتبط بها. تستخدم بعض المجموعات الفرعية من النمطين أ وب مستقبل البروتين الدهني منخفض الكثافة «الثانوي» بدلًا عنه. يستخدم الفيروس الأنفي نمط ج أفراد عائلة كادهيرين 3 ذوي الصلة للتوسط في الدخول الخلوي. عندما يتضاعف الفيروس وينتشر، تحرر الخلايا المصابة إشارات استغاثة تُسمى الكيموكينات والسيتوكينات (التي تفعل بدورها وسائط التهابية). يحدث الانحلال في الظهارة التنفسية العلوية.
يحدث الخمج بسرعة مع التصاق الفيروس بالمستقبلات السطحية خلال 15 دقيقة من دخوله السبيل التنفسي. سيعاني أكثر من 50% من الأفراد أعراضًا خلال يومين من الخمج. سيكون هناك فترة حضانة لدى 5% فقط من الحالات تستمر أقل من 20 ساعة، وبالمقابل، من المتوقَّع أن يكون لدى 5% من الحالات فترة حضانة تزيد عن أربعة أيام ونصف.
تفضل الفيروسات الأنفية البشرية النمو في درجة حرارة 32 مئوية (89 فهرنهايت)، أي أبرد من درجة الحرارة الوسطية للجسم البشري التي تبلغ نحو 37 مئوية (98 فهرنهايت)، لذلك يميل الفيروس إلى إصابة السبيل التنفسي العلوي حيث يكون التيار التنفسي على اتصال مستمر مع البيئة الخارجية (الأبرد من الجسم).
بعكس النمطين أ وب من الفيروس الأنفي، قد يكون النمط ج قادرًا على إحداث أخماج شديدة. يختفي هذا الارتباط بعد السيطرة على العوامل الأخرى. لدى الرضع المصابين بمرض تنفسي ذي أعراض في المناطق ذات الموارد المنخفضة، يبدو أنه لا يوجد ارتباط بين أجناس الفيروس الأنفي وشدة المرض.

## اللقاح
لا يوجد لقاح ضد هذه الفيروسات لوجود القليل فقط من المناعة المتصالبة بين الأنماط المصلية أو عدم وجودها على الإطلاق. حُدِّد تسلسل الحمض النووي الريبوزي منقوص الأكسجين لنحو 99 نمط مصلي من الفيروسات الأنفية البشرية التي تصيب البشر. على أي حال، أظهرت دراسة على بروتين VP4 أنه تجري المحافظة عليه بشكل كبير بين العديد من الأنماط المصلية للفيروس الأنفي البشري، ما يفتح المجال لإمكانية إيجاد لقاح شامل للنمط المصلي في المستقبل. تم التوصل إلى نتيجة مماثلة مع بروتين VP1. بشكل مشابه لبروتين VP4، يقوم بروتين VP1 من حين لآخر «بإخراج» الجسيمات الفيروسية ما يجعلها متاحة لتحييد الأجسام المضادة. اختُبر الببتيدَان كلاهما على الأرانب ما نتج عنه توليد أجسام مضادة متصالبة بين الأنماط المصلية بنجاح.
أزال الإدخال الناجح للجزيء اللاصق بين الخلايا 1 إلى الفئران العائقَ في وجه خلق نموذج حيواني للقاح الفيروس الأنفي.

## الوقاية
تكون العدوى بالفيروس الأنفي أشد خلال فصلي الخريف والشتاء. قد يبقى الفيروس مفعّلًا لمدة تصل حتى 3 ساعات خارج المضيف البشري. فور التقاط الفيروس، يكون الشخص المصاب معديًا بصورة أعظمية في الأيام الثلاثة الأولى. قد تساعد الإجراءات الوقائية مثل غسل اليدين بصورة منتظمة بالماء والصابون في تجنب الإصابة بالخمج. قد يساعد تجنب لمس الفم، والعينين، والأنف، التي تُعد أشيع نقاط دخول الفيروس الأنفي، في الوقاية من الإصابة بالخمج.

## وصلات خارجية
- فيديو: فيروسات أنفية، القديمة، الجديدة وUW جيمس.أ، محاضرة في جامعة ويسكونسن كلية الطب والصحة العامة, 2008.
- ماهو حجم الفيروس الأنفي (تحريك)